# Espaço perivitelino

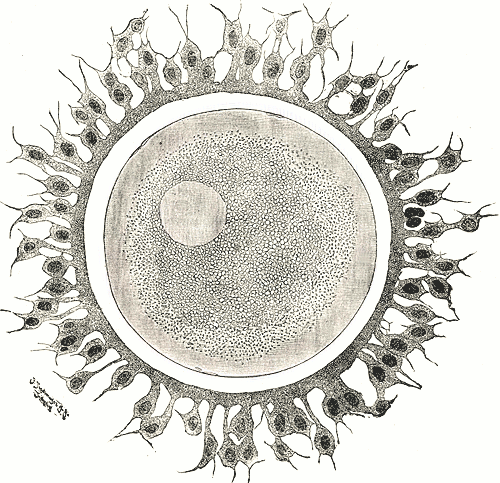
óvulo humano. A zona pelúcida é vista como uma faixa espessa e transparente rodeada pelas células da corona radiata. O espaço perivitelino fica entre a zona pelúcida e a membrana do ovócito.

O espaço perivitelino é o espaço entre a zona pelúcida e a membrana celular de um ovócito ou óvulo fecundado. No bloqueio lento da polispermia, os grânulos corticais libertados do óvulo são depositados no espaço perivitelino. Os polissacarídeos libertados nos grânulos fazem com que o espaço inche, empurrando a zona pelúcida para mais longe do ovócito.  As enzimas hidrolíticas libertadas pelos grânulos provocam a reacção de zona, que remove os ligantes ZP3 da zona pelúcida.

## Importância clínica
Clinicamente, o espaço perivitelino é relevante porque é onde o corpo polar se aloja após a meiose.

## References
1. 1 2 3  Carlson, Bruce M. (2004). Human Embryology and Developmental Biology 3rd ed. Philadelphia, PA: Mosby. pp. 34–38
2. ↑  Alexandros Aggelis1 , Daniel Faúndes2 , Alessandra Mattos3 , Carlos Petta4 , Paulo Augusto Neves5 , Aníbal Faúndes6. «Associação entre morfologia do ovócito e taxa de fertilização após ICSI»